# 拝啓天皇陛下様
『拝啓天皇陛下様』（はいけいてんのうへいかさま）は、棟田博が週刊現代に連載した小説、およびこれを原作とした松竹製作の喜劇映画。
映画は1963年4月28日公開。上映時間99分。劇場公開時の同時上映作品は『独立美人隊』。
同作品公開翌年の1964年には、同じスタッフ、同じく渥美清主演で『続・拝啓天皇陛下様』、『拝啓総理大臣様』が公開されている。

## 解説
漢字がほとんど読めず、カタカナしか書けない純朴な男性が、兵役義務により新兵となるところから物語ははじまる。戦友であり良き理解者でもある棟本博との長年にわたる関係を軸に構成されている。
棟本博の戦後の回想が舞台となっており、映画では棟本のナレーションが入る。

## あらすじ
昭和6年1月10日、岡山の歩兵第10連隊に入隊した棟本博は、同じ中隊に配属された山田正助と出会う。新兵は二年兵から厳しいシゴキを受けるが、山田は不況下でも三度の飯が食え風呂にまで入れる軍隊はまるで天国だと棟本にもらす。秋になり外出で花街の中島に出かけた2人は、そこで新兵いじめ常習の原二年兵を、それとは知らずに襖越しにからかいビンタを食らうが、これをきっかけに山田は原に対し復讐することを皆に誓うのであった。原が満期除隊の時に復讐するつもりであったが、お人好しの山田は除隊間近になった原の機嫌取りに籠絡され、復讐の気持ちが揺らいでしまう。しかし原の除隊前夜仲間に焚きつけられ仕方なく相撲を挑むが本気で取り組まぬ原に業を煮やした山田は投げ飛ばしてしまう。痛がる(振りをする)原を寝台へ運んだ山田は懸命に謝りながら腰を揉むが当の原は寝言を呟きながら太平楽を決め込むのであった。
昭和7年、二年兵となった棟本と山田たちは、今度は逆に新兵をシゴキはじめる。ある休日外出の際、山田が泥酔し門限を破り、5日間営倉へ入る懲罰を受ける事になった。中隊長の堀江は情に厚い人物であり、山田が居る営倉に入り共に正座する。山田の懲罰が解けた日、読み書きができず、かつて入隊時に金釘流で宣誓書へ署名した山田に読み書きを勉強させようと、堀江は入隊前に代用教員をしていた初年兵の柿内二等兵を専属の講師に付ける。乗り気ではなかった山田も次第に読み書きが出来るようになり、少年倶楽部（のらくろ）も読めるようになった。
同年11月、天覧の秋季大演習。実物は勿論のこと、写真ですら天顔を拝した事が無かった山田は、勝手に鬼の形相を想像していた。だが、実際の天皇の優しい顔立ちに感激してしまい、親しみを抱く様になる。2年間の現役兵期間が終わり近くなった12月、堀江中隊長は無一文で入隊した山田に対し、満期除隊の際に着て欲しいと紋付の羽織と袴をプレゼントするほか、果樹園で働けるように手配するなど最後まで山田に親切に接し朝鮮竜山の連隊へ転属していく。
昭和12年、日中戦争に伴う招集により再び兵役についていた棟本と山田は、南京が陥落したことを知る。仲間の兵隊たちは「これで戦争が終わる」と喜ぶが、帰るところがなく軍隊が天国だと思っている山田は自分だけは軍隊に残してもらおうと「ハイケイ天ノウヘイカサマ…」と手紙を書き始める。しかし、天皇に直訴することは不敬罪に当たるとして書きかけの手紙を棟本に取り上げ破り捨てられてしまう。結局、支那事変は終結せず棟本や山田も戦地へ赴いた。昭和13年、中国では昔の中隊長であった堀江はすでに戦死し、棟本も徐州会戦の台児荘の戦闘で重傷を負う。負傷除隊後、自らの経験を『分隊長日記』として出版し人気作家となった棟本は昭和16年、九州で講演した際に、炭鉱夫として働く山田と再会する。その後、戦局の拡大のため棟本は従軍作家に、山田はまたも招集され兵士として、堀江が戦死した中国で終戦を迎える。
戦後、作家としての仕事を失い土浦で困窮生活をしている棟本夫妻のもとに浮浪者のような姿の山田がひょっこり現れる。棟本の妻・秋子たちと買い出しに行った山田は土産と称しニワトリを持ち帰るが、出所を聞かれ「徴発じゃ」との答えに棟本は日本人同士で盗みを働くことに烈火の如く怒り山田を追い出してしまう。その後、児童文学作家として再出発した棟本は、取材中の日光で山田と再会し、再び交際が始まる。奥日光開拓のため入植していた山田はたびたび棟本夫妻を訪ね、同じ長屋の戦争未亡人手島国枝に片思いで惚れ込み、高給を得るため華厳滝から自殺者を収容する職につき、子持ちの手島と暮らす日を夢見る山田だが、あえなく振られてしまう。最初は山田を毛嫌いしていた秋子も、振られた山田に同情する。
昭和25年、東京に転居した棟本夫妻のもとに1年ぶりに山田が現れた。戦争未亡人の井上セイ子と結婚するので仲人を頼みに来たのだった。喜んだ棟本夫妻は快諾し山田共々準備を始めたある冬の朝、朝刊を一瞥した秋子は、山田の死亡記事を見る。昨晩セイ子相手に痛飲泥酔した山田は千住大橋付近の日光街道を横断中、トラックに撥ねられ即死したのである。取り乱す秋子をなだめとにかく確認のため警察署へ赴こうとする棟本。昨夜の回想に続き「拝啓天皇陛下様　陛下よあなたの最後のひとりの赤子がこの夜戦死をいたしました」とスーパーインポーズし幕が下りる。

## 映画

### 出演
- 山田正助（ヤマショウ）：渥美清
- 棟本博（ムネさん）：長門裕之
- 博の妻秋子：左幸子
- 鶴西：桂小金治
- 鶴西の妻：葵京子
- 堀江大尉（中隊長）：加藤嘉
- 原一等兵（二年兵）：西村晃
- 柿内二等兵：藤山寛美
- 浦上准尉：多々良純
- 浦上の妻：小田切みき
- 副官：穂積隆信
- 情報部将校：井上正彦
- 髭の兵隊：玉川伊佐男
- 棟本の伯父：森川信
- 朝鮮のとうちゃん：上田吉二郎
- 手島国枝：高千穂ひづる
- 遣り手婆さん：高橋とよ
- 遊女：若水ヤエ子
- 井上セイ子の伯母：清川虹子
- 井上セイ子：中村メイコ
- 掲示板を読む男：山下清
- 天皇陛下：浜口庫之助

### スタッフ
- 監督：野村芳太郎
- 製作：白井昌夫
- 原作：棟田博「拝啓天皇陛下様」
- 脚本：野村芳太郎・多賀祥介
- 撮影：川又昻
- 音楽：芥川也寸志
- 美術：宇野耕司
- 録音：栗田周十郎
- 調音：松本隆司
- 照明：三浦礼
- 編集：浜村義康
- 企画：市川喜一・高島幸夫
- 衣裳：松竹衣裳